# Tricimba pallidiseta
Tricimba pallidiseta är en tvåvingeart som först beskrevs av Malloch 1925.  Tricimba pallidiseta ingår i släktet Tricimba och familjen fritflugor. Inga underarter finns listade i Catalogue of Life.